# 메즈두레첸스크

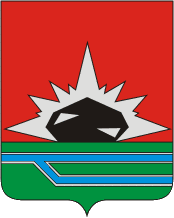
메즈두레첸스크의 문장

메즈두레첸스크(러시아어: Междуре́ченск)는 러시아 케메로보주에 위치한 도시로, 인구는 101,987명(2002년 기준)이다. 1955년 시로 승격되었다.